# 哈爾貝克河 (布呂訥河支流)
51°11′40.6″N 8°44′19.75″E / 51.194611°N 8.7388194°E
哈爾貝克河（德語：Harbecke），是德國的河流，位於該國西部，處於北萊茵-威斯特法倫州，屬於布呂訥河的右支流，河道全長7.8公里，流域面積7.8平方公里。